# Glósóli
Glósóli (em português "sol radiante") é uma canção da banda de post rock islandesa Sigur Rós, lançada como parte do álbum Takk... Juntamente com "Sæglópur", foi o primeiro single lançado do álbum, disponível como download unicamente lançado no iTunes das Américas e da Europa, respectivamente.
O nome é uma combinação de gló-, que vem do verbo islandês að glóa, que significa brilhar, reluzir, iluminar e sóli, que significa único. Sóli pode também ter relação com sól, que significa sol. Logo, o nome da música pode ser entendido como Sol Radiante ou Deixe o Sol Brilhar.

## Videoclipe
Glósóli é muito conhecida pelo nível artístico de seu videoclipe. O vídeo consiste em crianças vestidas com roupas antigas islandesas, migrando em direção a um lugar desconhecido no próprio país. O líder, um garoto com uma bateria, leva o grupo através de um lugar conhecido por campos abertos e montanhas rochosas, e vai levando mais e mais crianças. O grupo então adormece e o vídeo entra num estado de sonho, mudando de tonalidade. A canção culmina no final, quando as crianças atingem uma grande colina e o líder começa a bater seu tambor rapidamente. Ao clímax da música, as crianças começam a correr a toda velocidade até o morro, e então percebem que a colina na verdade é um penhasco com direção para o mar. Então, ao atingirem a borda, as crianças saltam e nadam pelo ar, voando. O vídeo apresenta um final de característica ambígua, quando o último e mais novo filho é mostrado pulando do penhasco em um estilo bala de canhão. O cineasta Chris Soos afirmou que para ele a criança definitivamente voa junto com o resto, mas a ambiguidade era a intenção. A criança, naturalmente, escolheu o estilo bala de canhão após uma relutância em saltar durante as filmagens.
O vídeo também é uma alusão direta a novela The Catcher in the Rye de J. D. Salinger. Na novela, o personagem Holden Caulfield diz: "Eu tenho que juntar todo mundo para por cima da falésia - quero dizer que se eles estão correndo e não olhar para onde eles estão indo eu tenho que sair de algum lugar e pegá-los. Isso é tudo o que eu faço todos os dias. Eu seria apenas o apanhador no campo de centeio." O vídeo foi dirigido por Arni & Kinski.

## Usos
A música foi usada sob licença no documentário Drawn From Water, destacando a situação dos órfãos mingi etíopes. Também foi usada nas cenas finais do filme Roving Mars, sobre a exploração de Marte.

## Versões
- A BBC Concert Orchestra fez uma versão de Glósóli orquestrada em um de seus concertos e coro opcional organizado pelo compositor Fung Lam como parte de seus projetos de educação em 2006 e 2009.[4]
- Sarah Brightman gravou uma versão em inglês para a última em seu mais recente álbum, Dreamchaser, lançado em 2013.[5]